# HP 9000
HP 9000 é uma linha de sistemas de computador de estação de trabalho e servidor produzida pela Hewlett-Packard (HP). O sistema operacional nativo de quase todos os sistemas HP 9000 é o HP-UX, que é baseado no UNIX System V.
A marca HP 9000 foi introduzida em 1984 para englobar vários modelos de estações de trabalho técnicas existentes, lançados anteriormente no início da década de 1980. A maioria deles era baseada na série 68000 da Motorola, mas também havia entradas baseadas nos designs FOCUS da própria HP. A partir de meados da década de 1980, a linha foi transferida para a nova arquitetura PA-RISC da HP. Finalmente, na década de 2000, foram adicionados sistemas que usavam o IA-64.
A linha de servidores HP 9000 foi descontinuada em 2003, sendo substituída pelos servidores Integrity baseados em Itanium que executam o HP-UX. A linha de estações de trabalho HP 9000 foi descontinuada em 2009, sendo substituída pela HP Z.

## História
Os primeiros modelos HP 9000 incluíam as linhas HP 9000 Series 200 e Series 500. Esses modelos eram modelos existentes rebatizados, sendo que a Série 200 incluía várias estações de trabalho baseadas em Motorola 68000 (68k), como a HP 9826 e a HP 9836, e a Série 500 usava a arquitetura de microprocessador FOCUS da HP introduzida na estação de trabalho HP 9020. Essas foram seguidas pelas estações de trabalho HP 9000 Series 300 e Series 400, que também usavam microprocessadores da série 68k. A partir de meados da década de 1980, a HP começou a mudar para seus próprios microprocessadores baseados em sua arquitetura de conjunto de instruções (ISA) PA-RISC proprietária, para as séries 600, 700, 800 e linhas posteriores. Os modelos mais recentes usam o PA-RISC ou seu sucessor, o HP-Intel IA-64 ISA.
Toda a linha HP 9000 executa várias versões do sistema operacional HP-UX, exceto os modelos anteriores da Série 200, que executavam aplicativos autônomos ou os sistemas operacionais Basic Workstation/Pascal 3.1 Workstation. A HP lançou a Série 400, também conhecida como Apollo 400, depois de adquirir a Apollo Computer em 1989. Esses modelos tinham a capacidade de executar o HP-UX ou o Domain/OS da Apollo.
Do início da década de 1990 em diante, a HP substituiu os números da série HP 9000 por uma nomenclatura de classe alfabética. Em 2001, a HP alterou novamente o esquema de nomenclatura de seus servidores HP 9000. Os sistemas da classe A foram renomeados como rp2400s, os da classe L como rp5400s e os da classe N como rp7400s. O prefixo rp significava uma arquitetura PA-RISC, enquanto o rx era usado para sistemas baseados em IA-64, posteriormente renomeados como servidores HPE Integrity.
Em 2003, a HP lançou a série xw, que usa processadores x86 e executa o Windows. A série xw permaneceu até 2009, quando foi substituída pela HP Z.
Em 30 de abril de 2008, a HP anunciou o fim das vendas do HP 9000 baseado em PA-RISC. A última data de pedido dos sistemas HP 9000 baseados em PA-RISC foi 31 de dezembro de 2008 e a última data de envio foi 1º de abril de 2009. A última data de pedido para as novas opções do HP 9000 PA-RISC foi 31 de dezembro de 2009, com a última data de envio em 1º de abril de 2010. A HP pretende oferecer suporte a esses sistemas até 2013, com possíveis extensões.
O fim da vida útil do HP 9000 também marca o fim de uma era, pois essencialmente marca a retirada da HP do mercado de estações de trabalho Unix (as estações de trabalho HP 9000 estão no fim da vida útil e não há estações de trabalho HP Integrity, portanto não há mais uma solução voltada para o HP/UX no desktop). Quando a mudança do PA-RISC (9000) para o Itanium (Integrity) foi anunciada, as estações de trabalho Integrity que executavam HP/UX ou Windows foram inicialmente anunciadas e oferecidas, mas chegaram ao fim da vida útil relativamente rápido, sem substituição (possivelmente porque o x86-64 tornou o IA-64 não competitivo no desktop, e o HP/UX não oferece suporte ao x86-64, com a HP oferecendo o Linux para desktop como uma solução alternativa, não totalmente compatível).

## Ligações Externas
- Museu de computadores HP